# Juan Torres Robles
Juan de la Cruz Torres Robles (Ocampo, Guanajuato, 27 de mayo de 1930 - Querétaro, Querétaro, 2 de julio de 2002) fue un músico mexicano considerado por algunos medios como el creador del concepto denominado "órgano melódico".

## Biografía
El maestro Juan Torres, originario de Ocampo, Guanajuato, hijo de Ramón Torres Moreno y María A. Robles Galván fue el último de siete hijos (Socorro, Ramón, Antonio, Luz, Jesús, Guadalupe y Juan).
Cursó estudios en la Escuela Superior de Música Sacra en León (padre Silvino Robles), y luego en Morelia. Posteriormente inició la carrera musical de pianista y organista en áreas clásicas. También se dedicó a interpretar música popular e impuso un estilo original en el órgano electrónico, con el que se dio a conocer a nivel internacional. Aunque no fue el primero en el estilo, sí fue uno de los más reconocidos, pues acompañó a muchos famosos e hizo una larga y duradera carrera como solista. Juan creador del "órgano melódico" recibió influencia de Ernesto Hill Olvera.
Después de dedicarse a la interpretación de música religiosa en una iglesia de su estado natal, viajó a Europa,  donde pasó varios años, principalmente en Italia, en donde hizo popular el sonido del órgano parlante (Hammond B3), que a su vez hiciera lo mismo en México el organista Ernesto Hill Olvera. 
Grabó su primer disco en Milán. Nació su primera hija, Pilar, en el año 1958. Posteriormente se presentó tanto en conciertos clásicos como populares, así como en programas de televisión como "Siempre en Domingo".
Su producción consta de 79 discos LP; sus primeros cinco  volúmenes los realizó con un órgano Hammond B3 y después con el famosísimo X66; la mayor parte bajo la firma de discos Musart; sus últimas tres producciones musicales de 1997 y 1998 ("Romantiquísimo"; "La Blanca Navidad con Juan Torres" y "Juan Torres y su órgano melódico" en donde destaca el Tema de la película "Titanic" se realizó bajo la firma Emi discos). Llegó a ganar varios discos de oro y de platino. Algunos de estos discos han sido remasterizados al formato CD.
Algunos lo tildaron de ser un músico limitado y populachero (desde las más repasadas piezas de baile hasta los ritmos más candentes), y él para demostrar lo contrario en ocasiones se atrevía a tocar a la mitad de un baile algún fragmento de música clásica. Sus mejores presentaciones fueron al piano, donde demostró sus grandes conocimientos como músico clásico y se alejaba de la música de bailes. Sus grabaciones eran de ritmo muy variado tales como villancicos ("El niño del tambor", "Las posadas"), valses ("La bikina", "Fina estampa"), baladas ("Laura", "Cuando digo que te amo"), clásicos del cine ("El último tango en París", "La pantera rosa"), sambas ("Tristeza"; "Samba de verano", "Samba saravah") y de su propia inspiración ("El mes de viaje", "Ojos blancos", "Jurica"; "La hora de pensar en ti"), además de grabar un disco con su voz en 1992,  titulado "Donde está el amor".
Juan Torres fue el intérprete de la versión instrumental de "Guantanamera", grabada en su tercer disco en 1967 y empleada como introducción en algunas transmisiones de Radio Habana Cuba.

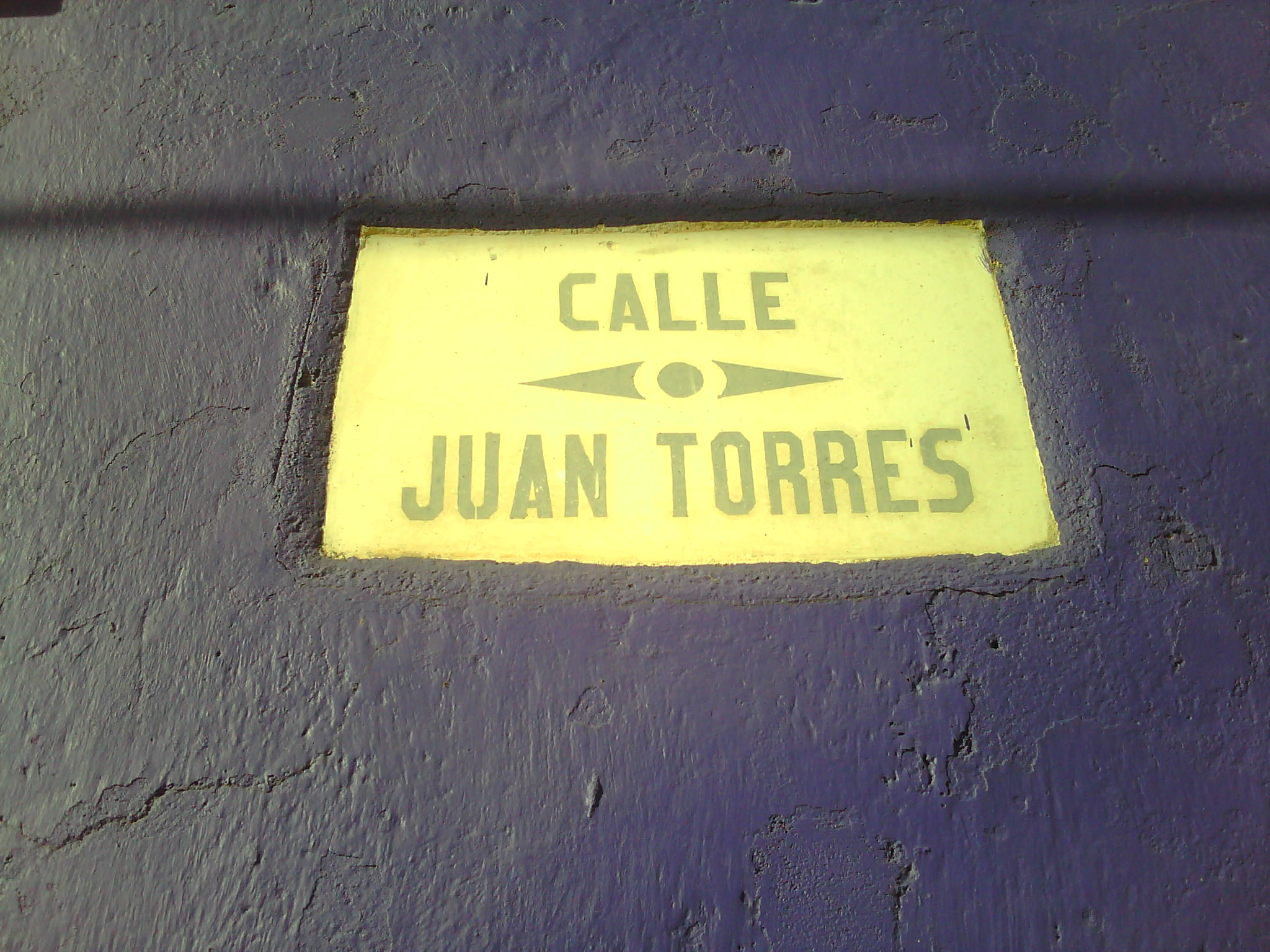
Placa de la calle "Juan Torres" en Ocampo, Guanajuato.

Se hacía acompañar por un gran grupo con sección de metales y al final utilizó un grupo moderno, con alineación de grupo de rock contemporáneo (guitarra eléctrica, bajo eléctrico, percusiones, sintetizadores y batería) y en sus grabaciones de música ranchera incluía mariachis, llegando en varias ocasiones a acompañarse del Mariachi Vargas de Tecalitlán, de los mejores del mundo. Se distinguía en sus presentaciones por la elegancia de sus trajes así como por el elegante vestuario de los músicos que lo acompañaban. También tenía un camión en el que transportaba su X66, el equipo de audio y el equipo de iluminación y un autobús acondicionado para largos viajes junto con sus músicos. Fue uno de los primeros músicos que se distinguieron por el cuidado de la producción en sus presentaciones, en las que empleaba el juego de luces, hielo seco y una tarima giratoria donde se colocaba al momento de interpretar su música, además de un excelente y bien diseñado equipo de audio y asesorado por Audio Logistix, empresa queretana formada por un muy profesional equipo de expertos en la materia con los cuales asesoró y benefició a otras estrellas del medio artístico (Miguel Bosé, Los Joao y Sergio Fachelli, entre otros).
Sus últimos conciertos fueron tres; dos en la ciudad de Matamoros, Tamaulipas, y el último en homenaje a las madres queretanas el 10 de mayo de 2002 en donde destacó por su sentimiento al cantar a pesar de su limitada capacidad física producto de su enfermedad la canción "Cariño verdad".
Influenciado a muy temprana edad por su sensible madre y talentoso hermano, Juan Torres fue considerado por los críticos como uno de los mejores músicos de su país que impuso un estilo con el que se dio a conocer fuera de México. Su influencia y herencia musical ha llegado hasta diversos músicos populares.
Juan Torres falleció la noche del 2 de julio de 2002 en Querétaro, víctima de cáncer de páncreas. Su cuerpo fue cremado y sus cenizas depositadas en una capilla de la localidad. Le sobreviven su esposa Ma. Elena Yáñez, cinco hijos: Pilar, Juan Pablo, Guadalupe, Susana y Juan Tomás, además de numerosos nietos.

## Discografía
| Año de publicación | Título                                                                 | Discográfica                | Número de Catálogo | País   | Formato       |
| ------------------ | ---------------------------------------------------------------------- | --------------------------- | ------------------ | ------ | ------------- |
| 1957               | El Órgano Que Habla. Juan Torres Robles                                | Columbia                    | EGGM 70656         | México | LP            |
| 1966               | Marea baja. Juan Torres al órgano Hammond.                             | Columbia                    | ?                  | México | LP            |
| 1974               | Juan Torres y su órgano melódico.                                      | Musart                      | EDC1874            | México | 3 LP          |
| 1971               | Lo mejor del órgano melódico de Juan Torres.                           | Musart                      | DC 1543            | México | 3 LP          |
| 1966               | Órgano melódico. Éxitos Bailables                                      | Musart                      | ED 1246            | México | LP            |
| 1967               | Órgano melódico. Juan Torres. Vol 2.                                   | Musart                      | ED 1281            | México | LP            |
| 1967               | Órgano melódico. Juan Torres. Vol 3.                                   | Musart                      | ED 1318            | México | LP            |
| 1967               | Órgano melódico. Juan Torres. Vol. 4                                   | Musart                      | ED 1341            | México | LP            |
| 1965               | 15 éxitos. Juan Torres y su órgano melódico. Vol 4.                    | Musart                      | ?                  | México | LP            |
| 1967               | Órgano melódico. Juan Torres. Vol 5.                                   | Musart                      | ED 1364            | México | LP            |
| 1968               | Órgano melódico. Juan Torres. Vol 6.                                   | Musart                      |                    | México | LP            |
| 1969               | Órgano melódico. Juan Torres. Vol 7.                                   | Musart                      | EDC 1428           | México | LP            |
| 1969               | Órgano melódico. Juan Torres. Vol 8.                                   | Musart                      | EDC 1458           | México | LP            |
| 1970               | Órgano melódico. Juan Torres. Vol 9.                                   | Musart                      | EDC 1474           | México | LP            |
| 1970               | Órgano melódico. Juan Torres. Vol 10.                                  | Musart                      | EDC 1487           | México | LP            |
| 1970 & 1971        | Órgano melódico. Juan Torres. Vol 11.                                  | Musart                      | ¿EDC? 1535         | México | LP            |
| 1971               | Órgano melódico. Juan Torres. Vol 12.                                  | Musart                      | EDC ¿1591?         | México | LP            |
| 1971               | Órgano Melódico. Juan Torres.                                          | Trébol-Musart               | T 10559            | México | LP            |
| 1971               | Órgano melódico. Juan Torres. Vol. 13.                                 | Musart                      | ED 1535            | México | LP            |
| 1971               | Órgano melódico. Juan Torres. Vol. 14.                                 | Musart                      |                    | México | LP            |
| 1972               | Órgano melódico. Juan Torres. Vol. 15.                                 | Musart                      | ED 1575            | México | LP            |
| 1972               | Feliz Navidad les desea Juan Torres y su órgano melódico.              | Musart                      | ¿ED? 1807          | México | LP            |
| ?                  | Órgano melódico. Juan Torres.                                          | Musart                      | ED 1581            | México | LP            |
| ?                  | Órgano melódico. Juan Torres. Vol 16.                                  | Musart                      | ED 1586            | México | LP            |
| 1973               | Juan Torres y su órgano melódico. Vol 18 (La hora de pensar en ti).    | Musart                      | ED 1616            | México | LP            |
| 1973               | Juan Torres y su órgano melódico. Vol 18.                              | Musart                      | ED 1616            | México | LP            |
| ?                  | Juan Torres y su órgano melódico. Vol 19.                              | Musart                      | ?                  | México | LP            |
| 1974               | Juan Torres y su órgano Hammond.                                       | Cisne                       | GP-249             | México | LP            |
| 1974               | Juan Torres y su órgano melódico. Vol 20.                              | Musart                      | EDC 1625           | México | LP            |
| 1974               | Juan Torres y su órgano melódico. Vol 21.                              | Musart                      | ?                  | México | LP            |
| 1974               | Juan Torres y su órgano melódico. Vol 22.                              | Musart                      | EDC 1653           | México | 2 LP          |
| 1975               | Juan Torres y su órgano melódico. Vol 23.                              | Musart                      | ?                  | México | LP            |
| 1975               | Juan Torres y su órgano melódico. Vol 25.                              | Musart                      | ?                  | México | LP            |
| 1976               | Juan Torres alegre y romántico. Vol. 26.                               | Musart                      | ED 1706            | México | LP            |
| 1976               | Juan Torres y su órgano melódico. Vol 27.                              | Musart                      | ED 1713            | México | LP            |
| 1977               | Discoteque con Juan Torres                                             |                             | ¿ED? 1722          |        |               |
| 1978               | Superdiscoteque 2. Juan Torres.                                        | Musart                      | ?                  | México | LP            |
| 1978               | Superdiscoteque 3. Juan Torres.                                        | Musart                      | EDC 1762           | México | LP            |
| 1979               | Juan Torres (Amigo).                                                   | Musart                      | ED 1766            | México | LP            |
| 1981               | Fama. Juan Torres.                                                     | Musart                      | ED 1813            | México | LP            |
| 1982               | Tema de New York New York. Juan Torres.                                | Musart                      | ED 1803            | México | LP            |
| 1984               | 15 éxitos de Juan Gabriel.                                             | Musart                      | ED 1855            | México | LP            |
| 1985               | 15 éxitos con Juan Torres                                              | Musart                      | ED 1857            | México | LP y Casete   |
| 1985               | 15 éxitos de Manuel Alejandro                                          | Musart                      | ED 1859            | México | LP y Casete?  |
| 1986               | 15 éxitos 15 vol. 3                                                    | Musart                      | ED 1860            | México | LP y Casete   |
| 1987               | 15 éxitos 15 vol. 4                                                    | Musart                      | ED 1862            | México | LP y Casete   |
| 1987               | 15 éxitos 15 vol. 5                                                    | Musart                      |                    | México | LP y Casete   |
| 1988               | 15 éxitos 15 vol. 6                                                    | Musart                      |                    | México | LP y Casete   |
| 1988               | Éxitos con Juan Torres                                                 | Musart                      | LM 2078            | México | LP y Casete   |
| 1989               | 15 éxitos 15 Juan Torres                                               | Musart                      | ED 1874            | México | LP y Casete   |
| 1990               | 15 éxitos con Juan Torres Vol.7                                        | Musart                      | ED 1882            | México | LP y Casete   |
| 1988               | 15 éxitos 15 internacionales. Juan Torres y su órgano melódico.        | Musart                      | EMTV 6003          | México | LP            |
| 1988               | Juan Torres interpreta grandes éxitos de Tríos.                        | Musart                      | ED 1877            | México | LP            |
| 1988               | 15 Éxitos Al estilo ranchero. Juan Torres.                             | Musart                      | ?                  | México | EP            |
| 1988               | Éxitos instrumentales con Juan Torres y su órgano melódico.            | Musart                      | ?                  | México | CD            |
| 1989               | Súper Éxitos Para Bailar                                               | Musart                      | CDN - 1878         | México | LP CD         |
| 1991               | Juan Torres interpreta a Juan Gabriel ( Juárez Mix y Popurrí Ranchero) | Musart Especial             | CEM 563            | México | LP Casete     |
| 1992               | Super Éxitos para Bailar Vol.2                                         | Musart                      | CDN 716            | México | CD LP ?       |
| 1993               | Super Éxitos Para Bailar Vol.3                                         | Musart                      | CDE 1011           | México | CD            |
| 1991               | Juan Torres (¿Dónde esá el amor?).                                     | Musart                      | MXC 3003           | México | LP Casete     |
| 1987               | 15 éxitos Norteños Juan Torres                                         | Musart                      | ?                  | México | LP Casete     |
| ?                  | La magia de Juan Torres.                                               | Selecciones Reader's Digest | ?                  | México | 8 LP          |
| 1997               | Romantiquisimo                                                         | Im Discos                   | CD IMI 5181        | México | CD - Casete   |
| 1995               | De fiesta Con Juan Torres                                              | Musart                      | ?                  | México | CD Casete LP? |
| 1987               | Lo mejor de Juan Torres.                                               | Musart                      | ED 1601            | México | CD            |
| 1990               | Juan Torres y su Órgano Melódico. Norteño. Vol. 3.                     | Musart                      | CEM 2081           | México | LP/CD/CASST   |
| 1991               | 15 éxitos con tambora. Juan Torres                                     | Musart- Balboa              | ?                  | México | CD            |
| 1992               | 12 grandes éxtos sudamericanos con el órgano melódico de Juan Torres.  | Musart                      | CDP-794            | México | CD            |
| 1992               | ¿Dónde está el amor?                                                   | Musart                      | ?                  | México | CD            |
| 1986               | 15 éxitos Norteños al Estilo de Juan Torres                            | Musart                      | 1863               | México | LP Casete     |
| 2007               | Meditación. Juan Torres y su órgano melódico.                          | Musart - Balboa             | ?                  | México | CD            |